# Graffitis 5-15
Graffitis 5-15 est une émission pour la jeunesse animée par Groucho Business et Chico d'Agneau et diffusée sur Antenne 2 chaque après-midi entre 17 h 20 et 18 h du 5 septembre 1988 au 16 février 1990. L'émission était programmée face au Club Dorothée.

## Principe de l'émission
Ce nouveau rendez-vous destinée à la jeunesse est mis à l'antenne par le nouveau directeur de l'unité jeunesse d'Antenne 2, Christophe Izard. Fidèle à la tradition de ses émissions précédentes, Graffitis 5-15 est conçu comme un cocktail de bonne humeur mélangeant le divertissement, avec des dessins animés et de séries américaines à l’heure du goûter, et des chroniques et des jeux en plateau plus éducatifs animés par le tandem Groucho et Chico, à l’instar du « Graffiticurieux » (reportages, informations pratiques et ludiques telles que la recette des crêpes, que faire contre les poux, l’explication du braille, Marie-Claude Bomsel parlant des animaux au Jardin des plantes....) ou du « Graffi-infos ». Les émissions se terminaient par des salutations rituelles fantaisistes «Arrosoir, persil, à deux mains et à trois pieds», sauf les vendredis soirs ou ce dernier calembour était remplacé par un «Bon Louis XV».
Le titre de l'émission s'inspirait d'une précédente émission de Groucho Business et Chico d'Agneau, Rock n’roll graffiti, qui était l'une des rubriques de l'émission Les enfants du rock. 5-15 faisait référence à la tranche d'âge du public à qui s'adressait l'émission, mais aussi à son horaire de diffusion (17h15) initial.
Au cours de l'été 1989, la rubrique Graffiticurieux a été rediffusée dans l'émission jeunesse estivale d'Antenne 2 Éric et compagnie, présentée par Éric Galliano,.

## Programmes

### Séries
La quasi-toalité des séries et dessins animés sont des rediffusions. Seul Les Rikikis du père noël est inédit.

#### Séries live
- Alf (1989)
- Le Club des cinq (1989)
- La Fête à la maison (1990)
- Petite Merveille (1988)
- Les Rikikis au pays du Père Noel (1989)
- Téléchat (1988)

#### Dessins animés
- Archie Classe (1990)
- C.O.P.S. (1989)
- Foofur (1989)
- Lady Oscar (1989)
- La Panthère rose (1988)
- Quick et Flupke (1989)

### Rubriques
- Graffi-infos
- Graffiticurieux